# Папа Никола III
Папа Никола III (лат. Nicolaus III; Рим 1210-е – Витербо, 29. август 1280) је био 188. папа од 2. децембра 1277. до 22. августа 1280.